# Trener roku ÖBL
Trener roku ÖBL – nagroda przyznawana corocznie od sezonu 2002/2003 przez Austriacką Bundesligę Koszykówki, najlepszemu trenerowi rozgrywek zasadniczych ligi austriackiej.
Rekordzistą pod względem liczby przyznanych nagród jest Amerykanin – Bob Gonnen, czterokrotny laureat. 
Siedmiokrotnie nagrodę otrzymywał trener klubu Allianz Swans Gmunden. Najwięcej laureatów ma zespół Oberwart Gunners, pięciu różnych trenerów zostało zwycięzcami, podczas gdy w Gmunden – trzech.

## Laureaci

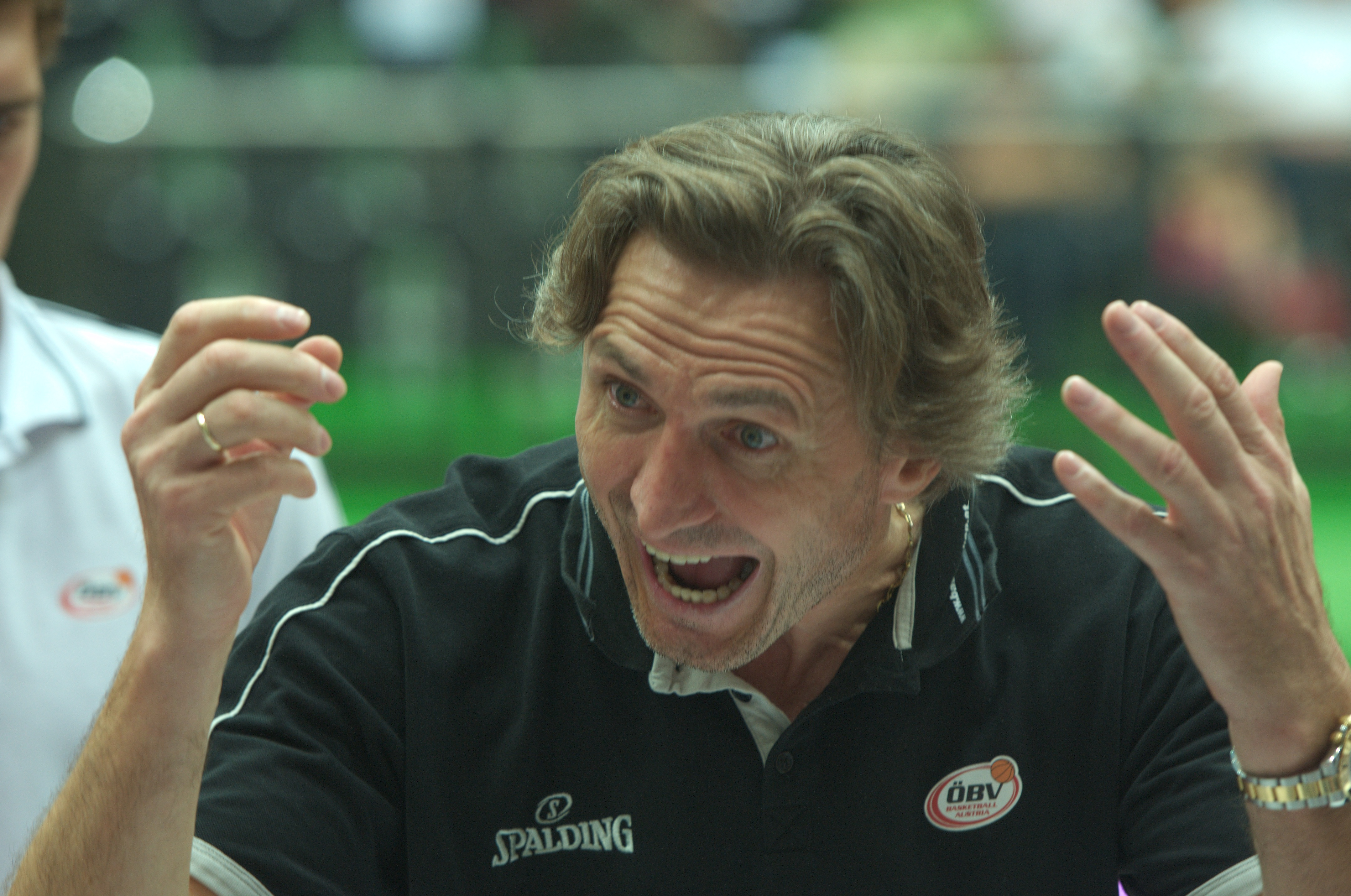
Neno Ašćerić, laureat nagrody Trenera Roku z 2011

| Trener (X) | Oznacza trenera, który zdobył więcej niż jedną nagrodę  |
|            | Oznacza klub, który został mistrzem w tym samym sezonie |

| Sezon   | Trener                                                                          | Nar.                                                                            | Zespół                                                                          | Przyp. |
| ------- | ------------------------------------------------------------------------------- | ------------------------------------------------------------------------------- | ------------------------------------------------------------------------------- | ------ |
| 2002–03 | Bob Gonnen                                                                      | Stany Zjednoczone                                                               | Allianz Swans Gmunden                                                           | [ 1 ]  |
| 2003–04 | Pit Stahl                                                                       | Niemcy                                                                          | Oberwart Gunners                                                                | [ 2 ]  |
| 2004–05 | Bob Gonnen (2)                                                                  | Stany Zjednoczone                                                               | Allianz Swans Gmunden                                                           |        |
| 2005–06 | Andrea Maghelli                                                                 | Włochy                                                                          | Arkadia Traiskirchen Lions                                                      |        |
| 2006–07 | Bob Gonnen (3)                                                                  | Stany Zjednoczone                                                               | Allianz Swans Gmunden                                                           | [ 3 ]  |
| 2007–08 | Ante Perica                                                                     | Chorwacja                                                                       | Oberwart Gunners                                                                | [ 2 ]  |
| 2008–09 | Bob Gonnen (4)                                                                  | Stany Zjednoczone                                                               | Allianz Swans Gmunden                                                           |        |
| 2009–10 | Matthias Fischer                                                                | Niemcy                                                                          | Allianz Swans Gmunden                                                           | [ 4 ]  |
| 2010–11 | Neno Ašćerić                                                                    | Austria                                                                         | Oberwart Gunners                                                                | [ 5 ]  |
| 2011–12 | Matthias Fischer (2)                                                            | Niemcy                                                                          | Allianz Swans Gmunden                                                           | [ 4 ]  |
| 2012–13 | Werner Sallomon                                                                 | Austria                                                                         | Xion Dukes Klosterneuburg                                                       |        |
| 2013–14 | Matthias Zollner                                                                | Niemcy                                                                          | UBC magnofit Güssing Knights                                                    | [ 6 ]  |
| 2014–15 | Matthias Zollner (2)                                                            | Niemcy                                                                          | UBC magnofit Güssing Knights                                                    | [ 6 ]  |
| 2015–16 | Chris Cougaz                                                                    | Grecja                                                                          | Oberwart Gunners                                                                | [ 2 ]  |
| 2016–17 | Michael Schrittwieser                                                           | Austria                                                                         | Kapfenberg Bulls                                                                |        |
| 2017–18 | Zoran Kostić                                                                    | Serbia                                                                          | Arkadia Traiskirchen Lions                                                      | [ 7 ]  |
| 2018–19 | Horst Leitner                                                                   | Austria                                                                         | Oberwart Gunners                                                                | [ 2 ]  |
| 2019–20 | Nie przyznano z powodu pandemii COVID-19 i przedwczesnego zakończenia rozgrywek | Nie przyznano z powodu pandemii COVID-19 i przedwczesnego zakończenia rozgrywek | Nie przyznano z powodu pandemii COVID-19 i przedwczesnego zakończenia rozgrywek |        |
| 2020–21 | Anton Mirolybov                                                                 | Finlandia                                                                       | Allianz Swans Gmunden                                                           | [ 8 ]  |

## Laureaci według narodowości
| Kraj              | Liczba nagród |
| ----------------- | ------------- |
| Niemcy            | 5             |
| Stany Zjednoczone | 4             |
| Austria           | 4             |
| Włochy            | 1             |
| Chorwacja         | 1             |
| Grecja            | 1             |
| Serbia            | 1             |
| Finlandia         | 1             |

## Nagrody według klubu
| Klub                         | Liczba nagród |
| ---------------------------- | ------------- |
| Allianz Swans Gmunden        | 7             |
| Oberwart Gunners             | 5             |
| UBC magnofit Güssing Knights | 2             |
| Arkadia Traiskirchen Lions   | 2             |
| Xion Dukes Klosterneuburg    | 1             |
| Kapfenberg Bulls             | 1             |